# فارينا (ليتوانيا)
فارينا هي مدينة تقع في ليتوانيا تقع بالقرب من الحدود مع دولة بيلاروس.